# Twierdzenie Lewisa-Mogridge’a

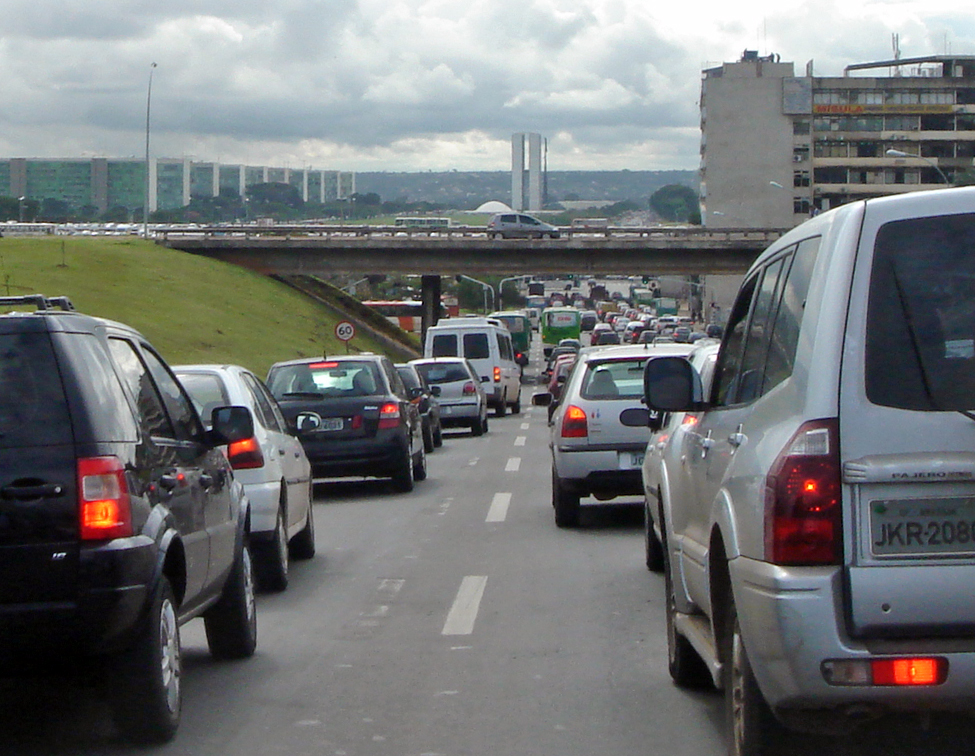
Zakorkowana nowa droga w Brasilii

Twierdzenie Lewisa-Mogridge’a (The Lewis–Mogridge position, niekiedy w polskiej publicystyce (mylnie) jako: prawo Lewisa-Mogridge’a) – twierdzenie opisujące natężenie ruchu samochodów i mówiące, że poszerzanie dróg w miastach nie prowadzi do mniejszego na nich zatłoczenia, ponieważ liczba samochodów korzystających z takiej drogi powiększa się tak, aby wypełnić dostępną przestrzeń.
Zasada została opisana przez Davida Lewisa (1977, Estimating the influence of public policy on road traffic levels in greater London) i Martina Mogridge’a (1990, Travel in towns: jam yesterday, jam today and jam tomorrow?). Zgodnie z tym twierdzeniem zakładana przed poszerzeniem drogi poprawa przepustowości trwa od kilku tygodni do kilku miesięcy, po czym korki zaczynają się tworzyć na drodze pomimo większej liczby pasów ruchu.
Zależność tę daje się przewidzieć na podstawie teorii progów urbanistycznych opracowanej w roku 1967 przez Bolesława Malisza. Jednym z pierwszych naukowców, którzy zaproponowali istnienie prawa Lewisa-Mogridge’a byli także profesorowie Wojciech Suchorzewski i Piotr Olszewski. W 1983 roku napisali oni w publikacji „Samochód w śródmieściu”: „Podróż samochodem jest na tyle atrakcyjna i bardziej wygodna, że – niezależnie od sprawności komunikacji zbiorowej i relacji kosztów – samochód jest użytkowany w stopniu, wynikającym z przepustowości układu i pojemności parkingów”.
W 2014 r. Wojciech Szymalski z organizacji Zielone Mazowsze przeprowadził szereg badań mających sprawdzić funkcjonowanie twierdzenia Lewisa-Mogridge’a w warunkach warszawskich. Na wszystkich badanych ulicach liczba jadących nimi samochodów znacząco zwiększyła się po rozbudowie. Na 4 spośród badanych ulic swoboda ruchu pozostała przez to bez istotnych zmian (na poziomie E na skali od A do F) lub pogorszyła się po przebudowie, tylko na jednej uległa ona nieznacznej poprawie (z poziomu E do D).
Badania Lewisa i Mogridge'a obejmowały jedynie skutki poszerzania, a nie zwężania dróg. W pewnych okolicznościach obserwuje się jednak zjawisko zwiększenia przepustowości przy zwężeniu drogi – w specyficznych układach sieci drogowej oraz czynników zewnętrznych (takich jak jakość transportu publicznego), dzięki zmniejszonej prędkości samochodów i mniej turbulentnemu przepływowi, ulicą o dwóch pasach ruchu może przejechać więcej aut niż ulicą trzypasmową. Podobnie dodanie dodatkowego pasa ruchu może znacząco zmniejszyć średnią przepustowość pozostałych. Należy zwrócić uwagę, iż zasada ta nie ma charakteru absolutnego, a w niektórych miastach prowadzenie polityki opartej na tym paradygmacie doprowadziło do wzrostu zatłoczenia ulic. Najbardziej znanym tego przykładem jest Bogota gdzie zwężenie kluczowych arterii miasta w trakcie rządów burmistrza Enrique Penalosy doprowadziło do znacznego zwiększenia korków i to pomimo dobrze zorganizowanego transportu publicznego.